# Agorafobija
Agorafobija (grč. ἀγορά, skupština, javno mjesto; φόβος, strah) je prvobitno označavala strah od otvorenog prostora, dok se danas pod tim pojmom podrazumijeva skup strahova u svezi s javnim mjestima, otvorenim prostorom i mnoštvom ljudi te s pomišlju da na takvom mjestu nakon iznenadnog onesposobljenja ne bismo bili u stanju pobjeći ili potražiti pomoć. 
Agorafobija čini 60% svih fobija otkrivenih kliničkim pregledima. Češća je kod žena, a započinje u adolescenciji ili ranoj odrasloj dobi. Poremećaj često započinje rekurentnim napadima panike, a drugi simptomi uključuju napetost, vrtoglavicu, blaže oblike kompulzivnog provjeravanja, prežvakavanje ideja (ruminatio), strah od gubljenja razuma i depresiju. Čest je i strah od visine (akrofobija) ili zatvorenih prostora (klaustrofobija). Društvo povjerljivog prijatelja olakšava izlazak iz kuće.